# Schefenacker

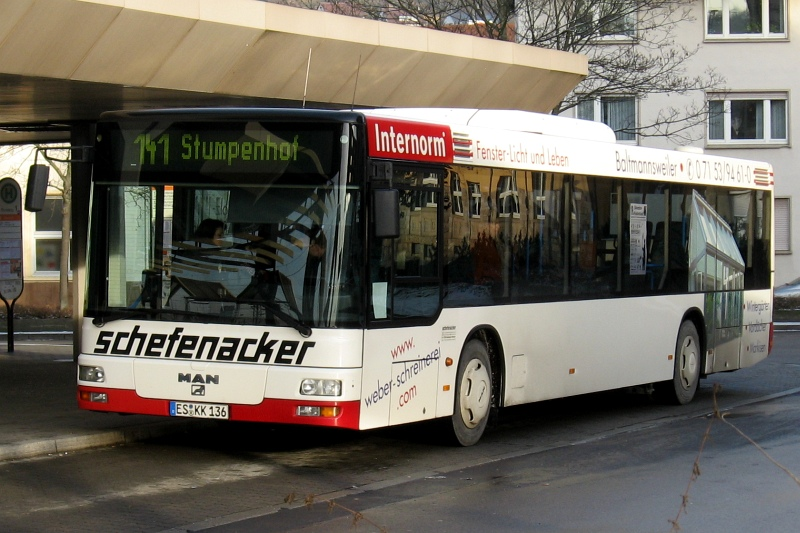
MAN A21 von Schefenacker

Die Schefenacker Reise- und Verkehrs-GmbH & Co. KG mit Sitz in Esslingen am Neckar war als privates Busunternehmen im Linien- und Gelegenheitsverkehr tätig. Bis zum 31. Dezember 2018 betrieb sie Buslinien innerhalb des Verkehrs- und Tarifverbunds Stuttgart (VVS). Über die Tochtergesellschaft Extratours GmbH & Co. KG trat das Unternehmen auch als Reiseveranstalter in Erscheinung.

## Geschichte
Im Jahre 1927 erwarb Hermann Schefenacker aus Aichschieß einen Omnibus, mit dem er einen regelmäßigen Linienverkehr von Esslingen über Plochingen, Baltmannsweiler, Hohengehren, Winterbach und Weiler nach Schorndorf durchführte. In den Folgejahren wurde der Fuhrpark vergrößert und das Geschäft auf Gesellschaftsreisen im In- und Ausland ausgedehnt. Nach dem Einzug sämtlicher Omnibusse für Kriegszwecke wurde 1945 der Linienbetrieb mit zwei Omnibussen wieder aufgenommen.
Nach Hermann Schefenackers Tod 1959 übernahm sein Sohn Erich die Geschäftsführung. Der Fuhrpark bestand mittlerweile aus 22 Omnibussen. Nach dem Tode Erich Schefenackers 1972 übernahm seine Frau Elisabeth den Betrieb, die ihn mit ihrem späteren Gatten Ernst Stöck führte. 1977 wurde der Betriebshof in Sirnau eröffnet. Im Bereich Bustouristik schloss man sich 1983 mit vier anderen Omnibusunternehmen aus der Region Stuttgart zusammen und gründete den Reiseveranstalter Extratours. Die Firma Bader-Reisen aus Grafenberg stieg im Januar 2010 bei Extratours aus, so dass Schefenacker zuletzt alleiniger Gesellschafter von Extratours war. Im Jahr 1998 beteiligte sich Schefenacker am Omnibusbetrieb Schmid in Schlierbach, der dazu in die Omnibusverkehr Schlierbach GmbH (OVS) überführt wurde.
Nach der Ausschreibung der Busverkehre durch den Landkreis Esslingen verlor das Unternehmen in den Jahren 2017 und 2018 alle seine Linien mit Ausnahme der von der Tochtergesellschaft OVS betriebenen Linie 178. Da diese allein nicht mehr wirtschaftlich zu betreiben war, gab das Unternehmen seine Konzession vorzeitig zurück. Der Betriebshof in Esslingen-Sirnau wurde verkauft.
In den letzten Jahren beschäftigte Schefenacker rund 50 Mitarbeiter und verfügte über etwa 30 Omnibusse. 

## Betrieb

### Linien
Schefenacker betrieb die Buslinien 104, 106, 141, 142, 143, 145, 146, 148, 149, 151, 152, 153, 178 und 184 im nordöstlichen Landkreis Esslingen innerhalb des VVS. Die Line 178, deren Konzession bei der Tochtergesellschaft OVS lag, verkehrte auch im Landkreis Göppingen.
Die Linien 151, 152, 153 und 184 werden seit 1. Juli 2017 vom OVK betrieben, die Linie 104 seit 1. Juli 2018 vom SVE, die Linien 145 und 146 seit 1. Januar 2019 von Schlienz-Tours sowie die Linien 141, 142, 143, 148 und 149 seit 1. Januar 2019 von Fischle & Schlienz. Die Linie 178, die bisher schon von der OVG als Subunternehmer gefahren wird, geht zum 1. November 2019 vollständig auf diese über.

### Fahrzeuge
Der Betriebshof von Schefenacker befand sich im Industriegebiet Sirnau, unmittelbar neben der Firma Fischle. Der Fuhrpark bestand überwiegend aus Stadtlinienbussen von MAN. Zwei von ihnen wurden mit einer Anhängerkupplung ausgestattet und zeitweise mit einem Göppel-Busanhänger eingesetzt. Eines der MAN-Fahrzeuge mit Anhänger ging 2019 nach Reutlingen zur RSV.